# Cachoeira do Sul

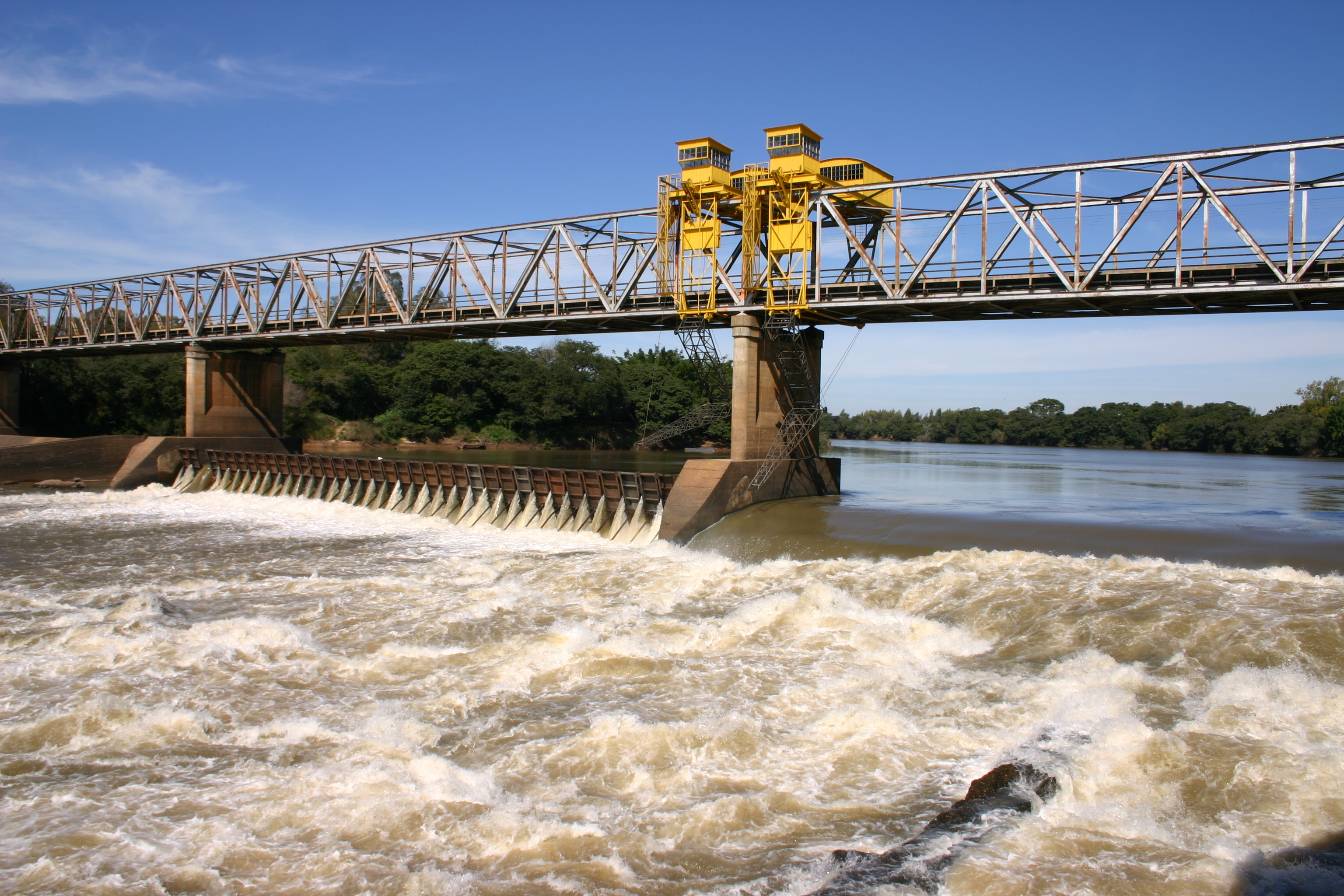
Pont de Fandango, en Cachoeira do Sul.

Cachoeira do Sul és una ciutat del Brasil de l'estat de Rio Grande do Sul fundada en l'any de 1819. La seva població és de 89.690 habitants el 2007.